# 纳斯鲁拉·布特罗斯·斯费尔
纳斯鲁拉·布特羅斯·斯费尔（阿拉伯语：‎；1920年5月15日—2019年5月12日）是天主教黎巴嫩籍主教級樞機及馬龍尼禮教會安提阿榮休宗主教。

## 生平
斯费尔1920年5月15日生於黎巴嫩的羅夫諾。他曾於貝魯特完成了小學學習和在Ghazir聖馬龍神學院中完成中學學業。於1950年，他在貝魯特聖若瑟大學獲得哲學學士和神學學士。他於1950年5月7日晉鐸。1956年，他被任命為馬龍尼禮安提阿宗主教秘書。
1961年7月16日晉牧，並被時任教宗任命為馬龍尼禮安塔基亞宗主教區輔理主教及馬洛尼的塔爾索斯領銜教區領銜主教。1986年4月19日，經過馬龍尼禮教會主教教會選擇後，當選成為馬龍尼禮安提阿宗主教。1986年5月7日，被教宗任為馬龍尼禮安提約基雅宗主教區。
他熱衷於促進禮儀改革。於1992年取得了成果，出版了新的馬龍尼禮彌撒經書。它是企圖回到安提約基雅禮儀的原始形式，其經書描述遠比以前彌撒經書更加豐富，具有六式感恩經。
1994年11月26日，被時任教宗若望·保祿二世為樞機。由於他是自治（sui juris）個別教會宗主教，因此他被任為主教級樞機。直到2011年2月26日榮休。2011年3月15日，貝沙拉·布特羅斯·拉伊當選為新任馬龍尼禮安提約基雅宗主教區正權宗主教。